# 松平直恒
松平 直恒（まつだいら なおつね）は、江戸時代中期から後期にかけての大名。武蔵国川越藩2代藩主。官位は従四位下・大和守、侍従。結城松平家6代。

## 生涯
宝暦12年（1762年）5月1日、初代藩主・松平朝矩（直賢）の次男として江戸にて誕生。兄（土井利建）は土井氏の養子となっていたため、直恒が嫡男とされる（のち利建は土井家で廃嫡されたが、その後に家督を争った形跡は特にない）。明和5年（1768年）、父の死去により家督を継ぎ、安永6年（1777年）12月に従四位下・大和守に叙任される。安永8年（1779年）1月に元服する。
寛政元年12月16日（1790年）に侍従に任官する。文化7年（1810年）1月18日に死去した。享年49。跡を次男・直温が継いだ。
明和6年（1769年）に旧居城である前橋城を廃城・破却とした。

## 系譜
- 父：松平朝矩（1738-1768）
- 母：土 - 藤井兼矩の娘
- 正室：悦 - 桜井供敦の娘
- 継室：富 - 伊達村候の八女
- 側室：鈴木氏
  - 長男：松平知豊（1787-1804）
  - 女子：岸 - 松平乗顕正室
  - 女子：季遠姫 - 至誠院、松平斉韶正室
- 側室：お美佐 - 八嶋氏
  - 次男：松平直温（1795-1816）
  - 女子：磯子 - 五島盛繁正室
  - 女子：絹 - 松平直興正室
- 側室：菊池氏
  - 四男：松平斉典（1797-1850） - 松平直温の養子
  - 女子：兼子 - 寿光院、黒田長韶正室
- 生母不明の子女
  - 男子：松平朝蟻
  - 男子：松平可寛